# An Phú (Tịnh Biên, An Giang)
An Phú is een xã in het district Tịnh Biên, een van de districten in de Vietnamese provincie An Giang in de Mekong-delta.